# Gå med mig hjem
Gaa med mig hjem er en spillefilm fra 1941 instrueret af Benjamin Christensen efter manuskript af Leck Fischer.

## Handling
Sagføreren Helene Hanøe har aldrig mistet troen på menneskene. Hun bruger hele sit liv på folk, der på den ene eller anden måde er kommet i klemme. "Gå med mig hjem", siger hun og prøver at løse deres problemer. En ung håndværker, hun har hjulpet, vil hun gerne matche med niecen Vera fra hendes kontor. Vera er imidlertid forelsket i en døgenigt af en forlægger. En af forlæggerens kolportører er Helenes tidligere mand, der har været lidt for smart med sit regskab og nu også har brug for hendes hjælp.

## Medvirkende
Blandt de medvirkende kan nævnes:
- Bodil Ipsen
- Johannes Meyer
- Grethe Holmer
- Eigil Reimers
- Mogens Wieth
- Helga Frier
- Karen Lykkehus
- Peter Malberg
- Lis Smed
- Guri Richter
- Lise Thomsen
- Karen Poulsen
- Karen Berg
- Svend Bille
- Lis Løwert
- Karen Marie Løwert